# Tookie Brown
Quindarious Deavundre "Tookie" Brown (Augusta, Georgia, 22 de noviembre de 1995) es un baloncestista estadounidense que actualmente se encuentra sin equipo. Con 1,80 metros de estatura, juega en la posición de base.

## Trayectoria deportiva

### Universidad
Jugó cuatro temporadas con los Eagles de la Universidad de Georgia Southern, en las que promedió 17,8 puntos, 4,1 aaistencias, 3,7 rebotes y 1,5 robos de balón por partido, Fue incluido en sus cuatro temporadas en el mejor quinteto de la Sun Belt Conference, siendo elegido novato del año en su primera temporada y Jugador del Año de la Sun Belt en la última, convirtiéndose en el primer jugador de los Eagles en lograr ese galardón.

### Profesional
Tras no ser elegido en el draft de la NBA de 2019, firmó su primer contrato profesional con el Limburg United de la Pro Basketball League, el primer nivel del baloncesto belga. En su primera temporada, jugando como titular, promedió 11,4 puntos y 4,2 asistencias por partido.
El 20 de diciembre de 2020, el base firma por el Wilki Morskie Szczecin de la Polska Liga Koszykówki, tras jugar la temporada anterior en las filas del Limburg United belga, en el que promedió 11.4 puntos por encuentro en la Pro Basketball League.
En la temporada 2021-22, firma por el Basketball Löwen Braunschweig de la Basketball Bundesliga alemana.